# Myriotrema permaculatum
Myriotrema permaculatum är en lavart som beskrevs av Nagarkar & Hale 1989. Myriotrema permaculatum ingår i släktet Myriotrema och familjen Thelotremataceae.   Inga underarter finns listade i Catalogue of Life.